# Украјинска Народна Република
Украјинска Народна Република (УНР; укр. Українська Народня Республіка, УНР), била је држава која је постојала од 1917—1920. на територији централне, источне и јужне Украјине. Главни град јој је био Кијев. Постала је на месту југозападних провинција Руске Империје, где су претежно већинско становништво били Украјинци.

## Земље
- Азовска земља
- Болохивска земља
- Брацлавшчина
- Волињ
- Деревска земља
- Донечина
- Дреговицка земља
- Запорожје
- Кијев
- Низ
- Ново Запорожје
- Одеса
- Перејаславшчина
- Пидљашја
- Побожја
- Погориња
- Подиља
- Подњестровље
- Подоња
- Половецка земља
- Полтавшчина
- Поморје
- Поросја
- Посемја
- Посуља
- Самарска земља
- Сивершчина
- Сич
- Слобожаншчина
- Харков
- Черкаска земља
- Чернихившчина

## Границе
- Краљевство Румунија
- Русија
- Пољска
- Аустроугарска монархија
- Крим